# Эррера-и-Обес, Хулио
Хулио Эррера-и-Обес (исп. Julio Herrera y Obes; 9 января 1841, Монтевидео — 6 августа 1912, Монтевидео) — уругвайский политический, государственный и общественный деятель, дипломат, сенатор, юрист, журналист, редактор. Президент Уругвая (1890—1894), министр иностранных дел Уругвая (1872).

## Биография
Журналист, редактировал газеты Revista Literaria и El Chubasco. Член партии Колорадо, которая управляла страной почти непрерывно в течение столетия.
Работал советником временного президента Венансио Флореса во время Парагвайской войны (1865).
С 31 июля по 8 сентября 1872 года занимал пост министра иностранных дел Уругвая.
В 1873—1875 годах — депутат нижней палаты уругвайского парламента — Палаты представителей Уругвая.
Затем до 1880 года находился в ссылке. Был советником Максимо Тахес, первого гражданского президента после военной диктатуры (1875—1890), которого сменил на посту президента страны.
С 1 марта 1890 по 1 марта 1894 года — президент Уругвая.
С 9 февраля 1895 по 4 января 1897 года и с 10 февраля 1897 по 4 февраля 1898 года — сенатор Уругвая.
Его племянником был Хулио Эррера-и-Рейссиг, поэт, драматург, прозаик, эссеист, основоположник модернизма в национальной поэзии Уругвая.